# 149955 Maron
149955 Maron este un asteroid din centura principală de asteroizi.

## Descriere
149955 Maron este un asteroid din centura principală de asteroizi. A fost descoperit pe 9 octombrie 2005 la Hormersdorf de J. Lorenz. Asteroidul prezintă o orbită caracterizată de o semiaxă mare de 2,46 ua, o excentricitate de 0,09 și o înclinație de 13,7° în raport cu ecliptica.